# یانا ناگ‌یووا
یانا ناگ‌یووا (انگلیسی: Jana Nagyová؛ زادهٔ ۹ ژانویهٔ ۱۹۵۹) بازیگر اهل کشور اسلواکی است.
از فیلم‌ها یا برنامه‌های تلویزیونی که وی در آن نقش داشته‌است می‌توان به پنلوپه اشاره کرد.